# Lista de pinturas de Artur Alves Cardoso

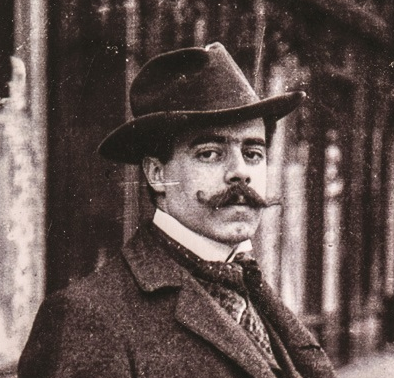
Foto de Artur Alves Cardoso (c. 1900)

Esta é uma lista de pinturas de Artur Alves Cardoso, lista não exaustiva das pinturas deste pintor, mas tão só das que se encontram registadas na Wikidata.
A lista está ordenada pela data da publicação de cada pintura. Como nas outras listas geradas a partir da Wikidata, os dados cuja designação se encontra em itálico apenas têm ficha na Wikidata, não tendo ainda artigo próprio criado na Wikipédia.
Artur Alves Cardoso (1882-1930) teve como mestre, entre outros, Carlos Reis, e se no início foi influenciado academicamente pela Pintura de História, aderiu posteriormente ao Naturalismo ar-livrista e de género, tendo feito parte do grupo de Silva Porto. Tratou essencialmente temas de paisagem, animalistas e de costumes populares, caracterizados por um cromatismo vivo e luminoso, como em Poeirada de Luz (no Museu do Chiado), e Outono, O Rebanho e A Merenda (em coleção particular). Dedicou-se pontualmente a decorações de interiores como no Palácio de São Bento e na Maternidade Alfredo da Costa.
| Imagem | Título                                    | Data      | Retrata  | Coleção                            | Descrito em |
| ------ | ----------------------------------------- | --------- | -------- | ---------------------------------- | ----------- |
|        | Paisagem                                  | 1901      |          | Museu Nacional de Belas Artes      |             |
|        | Poente, França                            | 1907      |          | Casa-Museu Dr. Anastácio Gonçalves |             |
|        | Ceifeira                                  | 1912      |          | No/unknown value                   |             |
|        | Trecho de aldeia com figuras              | 1918      |          | No/unknown value                   |             |
|        | Rapariga do campo com braçada de verdura  | 1921      |          | No/unknown value                   |             |
|        | Ao Comércio e à Agricultura               | 1921      |          | Palácio de São Bento               |             |
|        | À Ciência, às Artes e à Indústria         | 1921      |          | Palácio de São Bento               |             |
|        | À Pátria, à Paz e à Fortuna               | 1921      |          | Palácio de São Bento               |             |
|        | Figura feminina                           | 1922      |          | No/unknown value                   |             |
|        | Hora da Sopa                              | 1922      |          | No/unknown value                   |             |
|        | Paisagem com camponeses e parelha de bois | 1922      |          | No/unknown value                   |             |
|        | Casa do pintor na Bretanha ao luar        | século XX | Bretanha | No/unknown value                   |             |
|        | Natureza-morta                            | século XX |          | No/unknown value                   |             |

∑ 13 items.